# 桥下水库
桥下水库是中国福建省三明市宁化县方田乡境内的一座水库，位于横江支流上，建于1976年。水库正常库容为789万立方米，集雨面积为22平方千米，海拔为432米。